# KK Dinamo Zagreb
KK Dinamo Zagreb je hrvatski košarkaški klub iz Zagreba.
Klub je osnovan 1972. godine kao KK Rudeš, a 2020. godine mijenja naziv i logo u KK Dinamo Zagreb.

## Povijest
Košarkaški klub Dinamo Zagreb osnovan je davne 1972. godine kao Košarkaški klub Rudeš inicijativom nekolicine košarkaških entuzijasta iz istoimenog zagrebačkog naselja Rudeš. Tijekom 48 godina rada i postojanja, kroz isti je prošao veliki broj kvalitetnih igrača te je postao stabilan i prepoznatljiv zagrebački klub.
Košarkaški klub Rudeš se kroz cijelu povijest natjecao u nižim ligama, a priča s Dinamom nekako kreće 2006. godine kada je Klub bio pred gašenjem. Dolaskom nove uprave, mladih košarkaških entuzijasta i Dinamovaca, na čelu s predsjednikom Mladenom Miholićem (danas tajnikom KK Dinamo), Klub opstaje i mijenja strategiju te posebnu pažnju usmjeruje prema radu s mlađim dobnim uzrastima. U vrlo kratkom vremenu postaje jedan od najrespektabilnijih hrvatskih klubova u radu s djecom i mladeži.  Više od 200 djece predškolskog i školskog uzrasta koji se natječu u svim ligama u organizaciji Košarkaškog saveza Zagreba i Hrvatskog košarkaškog saveza najbolji su dokaz upravo tog kvalitetnog i posvećenog rada. Klub je osnivač i mini košarkaške lige Rudeš za djecu do 10 godina koja iz godine u godinu ima sve više polaznika i sudionika.
Jedan od naših najuglednijih trenera, Neven Spahija, prepoznaje klupski potencijal u radu s mlađim dobnim uzrastima i mladim trenerima te 2011. godine, na poziv predsjednika Mladena Miholića, dolazi na mjesto potpredsjednika Kluba. Njegovim dolaskom, KK Rudeš ambiciozno, predano i promišljeno kreće na put prema samom vrhu hrvatske košarke. Nižu se uspjesi, Klub osvaja prve medalje u omladinskim kategorijama, a seniorska ekipa, u kojoj igra većina igrača koji su ponikli u Klubu, ulazi u Prvu mušku ligu. Strategija rada s mladima se pokazala kao ispravan put.
Konstantan napredak Kluba rezultat je jedne moderne organizacije, ambiciozne uprave i principa rada koji se temelje na stručnosti kadra, zajedno s motiviranim i predanim košarkašima. Jasno je kako su ovi sportski uspjesi prerasli kvartovske okvire. Ambicije su puno veće, a stručno vodstvo Kluba, uz potporu navijača Bad Blue Boysa koji su u KK Rudešu prepoznali pravi zagrebački duh, spremno je i odlučno ići naprijed. Provedeno je studiozno ispitivanje javnog mijenja, vođeni su razgovori s upravom, članovima i navijačima te je jedini logički zaključak bio da Košarkaški klub Rudeš na skupštini Kluba koja je održana u 27. travnja 2020. godine, promijeni ime u Košarkaški klub Dinamo Zagreb. To je jedino zagrebačko ime koje ima težinu za jedan novi i ambiciozan zagrebački košarkaški program. Uz promjenu imena Kluba došlo je i do promjene na mjestu predsjednika Kluba. Dugogodišnjeg predsjednika Mladena Miholića zamijenio je Marijan Pojatina koji će odlučno povesti ovaj program u nove pobjede. Na skupštini Kluba održanoj 27. travnja 2020. godine donesena je odluka o promjeni imena Kluba u KK Dinamo Zagreb, a Klub je 13. svibnja 2020. godina službeno upisan u registar udruga.

## Vanjske poveznice
- Službena stranica
- Druga službena stranica  Arhivirana inačica izvorne stranice od 12. kolovoza 2020. (Wayback Machine)
- KK Dinamo Zagreb na Facebooku
- KK Dinamo Zagreb na Instagramu
- KK Dinamo Zagreb na YouTubeu